# Maktum II bin Hasher Al Maktum
Maktum II bin Hasher Al Maktum (in arabo مكتوم بن حشر آل مكتوم‎?; XIX secolo – Dubai, 16 febbraio 1906), è stato emiro di Dubai dal 1894 al 1906. Fu il quinto sovrano della dinastia Al Maktum dalla sua istituzione nel 1833. Il principale merito della sua amministrazione, breve ma liberale e illuminata, fu quello di trasformare il porto costiero. Creò la comunità commerciale di Dubai incoraggiando i mercanti scontenti di Bandar Lengeh di portare le loro attività a Dubai dopo che il governo persiano aveva introdotto tasse impopolari.

## Ascesa al trono
Maktum bin Hasher ascese al trono dopo la morte di suo zio, lo sceicco Rashid I bin Maktum, che nel 1892 aveva firmato l'accordo esclusivo con gli inglesi. Ultimo di un certo numero di trattati firmati dopo il trattato marittimo generale del 1820, che impegnava gli sceicchi degli Stati della Tregua a mantenere la pace in mare, con tale accordo esclusivo l'emirato di Dubai e gli altri firmatari si assunsero l'impegno di non "cedere, vendere, ipotecare o altrimenti concedere l'occupazione di qualsiasi parte del territorio, ad eccezione che al governo britannico".
Il suo dominio fu contestato dai figli del predecessore, Buti e Sa'id, che furono arrestati e imprigionati nel forte Al Fahidi di Dubai. Dopo un periodo di intense campagne da parte degli amici dei due, Maktoum accettò l'offerta fatta dal sovrano di Sharja, lo sceicco Saqr II bin Khalid al-Qasimi, di accoglierli come esuli e, dopo cinque mesi di prigione, furono liberati e vissero a Sharja per il resto del regno di Maktoum. Ritornarono in patria solo dopo la sua morte e l'ascesa al dello sceicco Butti bin Sohail nel 1906.

## Regno
Nel 1896 a Dubai, città allora in gran parte composta da capanne di mattoni crudi e fronde di palma, scoppiò un grave incendio. La conflagrazione consumò metà delle case di Bur Dubai e il distretto di Deira rimase completamente distrutto. L'anno seguente scoppiarono altri incendi. Una schiava fu catturata nell'atto di dare inizio a un simile incendio e successivamente venne messa a morte.
Nonostante questi contrattempi per la comunità, il regno di Maktoum vide la rapida espansione del settore delle perle e l'apertura di nuove attività lungo la costa sempre più trafficata. La popolazione di Dubai all'epoca era stata stimata da John Gordon Lorimer a circa 10 000 persone, con 250 case stabilite a Shindagha, l'area dove si insediarono inizialmente gli Al Bu Falasah.
Nel 1901 Maktoum stabilì Dubai come porto franco senza alcuna tassazione sulle importazioni o sulle esportazioni e fornì ai mercanti anche lotti di terra e garanzie di protezione e tolleranza. A queste politiche seguì un movimento di mercanti non solo direttamente da Bandar Lengeh, ma anche da Ras al-Khaima e Sharja, città che avevano legami storici con Bandar Lengeh attraverso la tribù al-Qasimi. Un indicatore della crescente importanza del porto di Dubai può essere ricavato dai movimenti dei piroscafi della Bombay and Persia Steam Navigation Company che dal 1899 al 1901 si fermavano a Dubai cinque volte l'anno. Nel 1902 si fermarono 21 volte e dal 1904 in poi, i piroscafi muovevano merci per un peso tra le 7000 e le 15000 tonnellate. La frequenza di queste navi contribuì da sola ad accelerare il ruolo di Dubai come porto emergente e centro di scambio preferenziale. Lorimer rilevò anche il trasferimento dalla fiera delle offerte di Bandar Lengeh che divenne completa e permanente.
Nell'aprile del 1905 Maktoum presiedette il primo incontro formale dei sovrani degli Stati della Tregua. A tale incontro parteciparono lo sceicco Zayed I bin Khalifa Al Nahyan di Abu Dhabi, lo sceicco Saqr II bin Khalid al-Qasimi di Sharja, lo sceicco Rashid II bin Ahmad Al Mu'alla di Umm al-Quwain e lo sceicco Abd al-Aziz II bin Humaid Al Nuaimi di Ajman. L'incontro fu convocato per risolvere una disputa sorta tra gli abitati di Masfout e Hajarain (oggi nota come Hatta) sullo uadi Hatta. La tribù Bani Qitabla aveva infatti costruito un forte nello uadi e stava fermando le carovane che si dirigevano verso l'Oman o lasciavano quel paese. Masfout all'epoca era legato ai Na'im di al-Buraymi, mentre Hajarain era stata ceduta allo sceicco Hasher bin Maktum dal sultano di Mascate e Oman Turki bin Sa'id.
Nel 1902 stipulò un ulteriore trattato con gli inglesi che aboliva il commercio di armi.

## Incidente dellaFath Al Khair
Nell'autunno del 1903, la Fath Al Khair, una nave dell'Oman che batteva una bandiera francese, affondò al largo di Dubai e diversi accusarono il fatto che dopo venne saccheggiata. La nave era considerata dal vice-console francese a Mascate come sotto la sua protezione e si rivolse direttamente a Maktoum per ottenere delle riparazioni. Era intenzionato a inviare un incrociatore a Dubai per far rispettare il suo messaggio. A questo punto, il governo indiano consigliò al residente britannico nel golfo Persico di informare i francesi dell'esistenza dell'accordo esclusivo e delle sue condizioni. Nel 1904 fu concordato che gli inglesi avrebbero preso in mano il caso francese che venne trattato nella corte della Shari'a di Dubai. Fu concesso un indennizzo al proprietario della nave, che era affondata come conseguenza di una collisione. Questo incidente fu il primo test dell'accordo esclusivo, che in questo caso rese notevoli benefici all'emirato di Dubai.

## Morte
Affetto da problemi cardiaci, morì a Dubai il 16 febbraio 1906, lasciandosi alle spalle una Dubai unificata con un porto fiorente e un commercio di perle che impiegava direttamente circa 7 000 uomini. Gli succedette lo sceicco Butti bin Sohail Al Maktum.